# الاستخبارات العسكرية (فلسطين)
جهاز الاستخبارات العسكرية الفلسطينية هو أحد الأجهزة الأمنية الرئيسية في دولة فلسطين، وقد تأسس الجهاز عام 1994 عقب تأسيس السلطة الوطنية الفلسطينية.

## النشأة
تأسس جهاز الاستخبارات العسكرية الفلسطينية عام 1994 بقرار من رئيس السلطة الوطنية الفلسطينية ياسر عرفات.
في 11 يونيو 2005، قرر اللواء نصر يوسف وزير الداخلية والأمن الوطني دمج جهاز الوحدات الخاصة في المحافظات الشمالية ضمن جهاز الاستخبارات العسكرية، وعين بشير نافع رئيسًا له.
في 5 أبريل 2014، قرر الرئيس الفلسطيني محمود عباس منح جهاز الاستخبارات الفلسطينية صفة الضابطة القضائية.

## مهام الجهاز
تتلخص المهام الرئيسية لجهاز الاستخبارات العسكرية الفلسطينية فيما يأتي:
- جمع المعلومات عن "العدو الخارجي"، مع تتبع كافة المعلومات ذات العلاقة المباشرة بقوى الأمن الوطني الفلسطيني.[6]
- حماية قوى الأمن الفلسطيني من أي أنشطة ضارة أو مخاطر الأمنية كالأعمال التجسسية مثلاً.[7]
- متابعة وعلاج أوجه الخلل أو المشاكل أوالخروقات لدى المؤسسة الأمنية الفلسطينية.[8]

## قائمة مدراء الجهاز
| الترتيب | الاسم                      | صورة | تاريخ البدء | تاريخ الانتهاء |
| ------- | -------------------------- | ---- | ----------- | -------------- |
| 1       | موسى عرفات القدوة          |      | 1995        | 2005           |
| 2       | أحمد عبد الكريم            |      | 2005        | 2005           |
| 3       | هشام عبيد                  |      | 2006        | 2006           |
| 4       | جمال العقاد                |      | 2007        | 2007           |
| 5       | نضال أبو دخان              |      | 2009        | 2012           |
| 6       | إبراهيم مسمح سليمان البلوي |      | 2012        | 2015           |
| 7       | زكريا مصلح                 |      | 2015        | 2025           |
| 7       | نضال شاهين                 |      | 2025        | لا يزال        |

| الاسم         | صورة | تاريخ البدء   | تاريخ الانتهاء |
| ------------- | ---- | ------------- | -------------- |
| بشير نافع     |      | 12 يونيو 2005 | 9 نوفمبر 2005  |
| مروان أبو فضة |      | 2005          | 2006           |
| سليمان عمران  |      | 2006          | 2007           |
| ماجد فرج      |      | 2007          | 2009           |